# 크리스타 루트비히

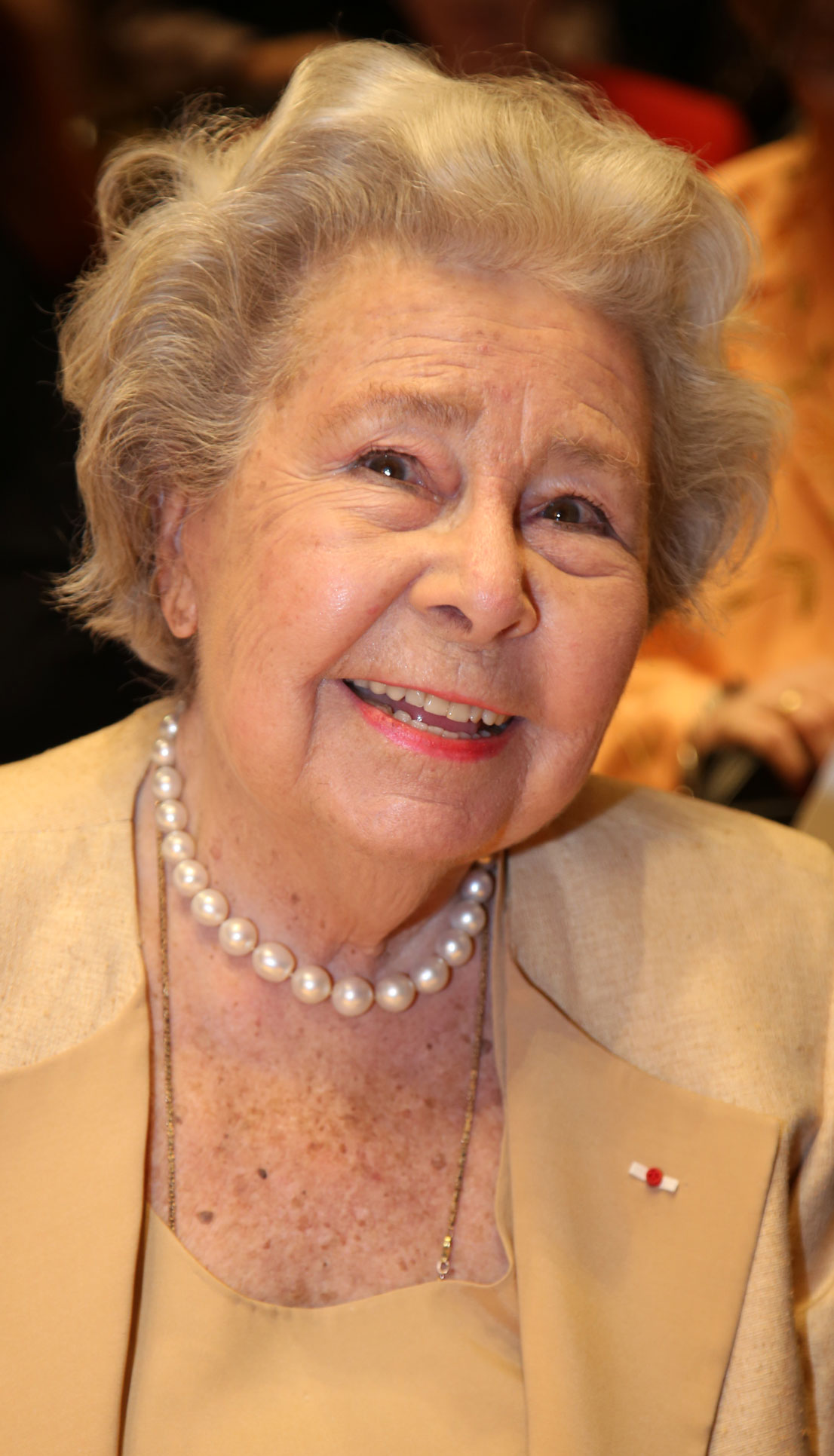
2015년

크리스타 루트비히(Christa Ludwig, 1928년 3월 16일 ~ 2021년 4월 24일)는 독일의 대표적인 메조소프라노 가수이다. 1920년대에 빈 폴크스 오페라에서 가수로 활약하였던 양친 사이에서 태어났다. 부친은 후에 아헨 가극장의 지배인이 되었으며 그녀는 어머니로부터 음악의 초보를 배우고 후에 페리체, 프니미하체크에게 사사. 1946년에 프랑크푸르트에서 <박쥐>의 오르로프스키로 데뷔하였다. 그 후에 다름슈타트, 하노버, 함부르크의 가극장과 계약. 1954년에는 잘츠부르크 음악제에서 케르비노를 불렀으며 다음해에 빈 국립가극장과 계약하였고, 1959년에 메트로폴리탄가극장에 초빙되었으며 나중에는 베를린의 독일 오페라를 중심으로 활약하였다. 그녀의 풍부한 성량과 지성적인 가창은 오페라뿐만 아니라 가곡의 분야에서도 알려져 있다. 바리톤 가수 발터 베리의 부인기도 하였으나 1970년에 이혼하였다.